# Айиртауський район
Айирта́уський район (каз. Айыртау ауданы, рос. Айыртауский район) — адміністративна одиниця у складі Північноказахстанської області Казахстану. Адміністративний центр — село Саумалколь.

## Населення
Населення — 33568 осіб (2021; 44129 у 2009, 58324 у 1999, 75863 у 1989).
Національний склад (станом на 2015 рік):
- росіяни — 18459 осіб (46,59 %)
- казахи — 15527 осіб (39,19 %)
- українці — 1657 осіб (4,18 %)
- німці — 1586 осіб (4,00 %)
- татари — 681 особа
- білоруси — 603 особи
- поляки — 306 осіб
- інгуші — 154 особи
- вірмени — 57 осіб
- мордва — 51 особа
- чуваші — 35 осіб
- азербайджанці — 32 особи
- чеченці — 25 осіб
- литовці — 22 особи
- башкири — 20 осіб
- узбеки — 19 осіб
- таджики — 14 осіб
- інші — 373 особи

## Історія
Володарський район та Жовтневий район були утворені 17 січня 1928 року у складі Кзил-Джарського (пізніше Петропавловського) округу, центром першого стало село Володарське, а центром другого — культпункт біля села Володарське. До складу Володарського району увійшли 22 сільради: Антоновська, Володарська, Воскресенська, Восточна, Грачевська, Детневська, Єлецька, Казанська, Каменебродська, Карасевська, Карловська, Качиловська, Кирилловська, Комаровська, Кругловська, Лавровська, Люботинська, Міждуозерна, Нікольсько-Бурлуцька, Павлодарська, Петропавловська, Прекрасна.
17 грудня 1930 року Володарський район був ліквідований, частина передана до складу Рузаєвського району, частина — до Тонкерейського району, а частина утворила новий Айртауський район з центром у селі Володарське. Він підпорядковувався напряму республіці. До нього також були приєднані частини Ленінського, Жовтневого, Рузаєвського, Урицького районів. Тоді ж центром Жовтневого району стало село Джельбастау, а з 22 травня 1931 року — село Коктал. В період 1931—1932 років Жовтневий район був ліквідований та приєднаний до Айртауського.
10 березня 1932 року район увійшов до складу новоствореної Карагандинської області, 29 липня 1936 року Аїртауський район з центром у селі Володаровка увійшов до складу новоствореної Північноказахстанської області.
15 березня 1944 року район увійшов до складу новоствореної Кокчетавської області. 14 червня 1950 року село Дубровинський (колгосп «Жил-Кизил») Кенеської сільради Жовтневого району Північноказахстанської області передано до Красної сільради Айртауського району.
1963 року йому було повернуто назву Володарський, 1993 року отримав сучасну назву.
2 травня 1997 року до нього була приєднана територія ліквідованого Арикбалицького району. 3 травня 1997 року район увійшов до складу Північноказахстанської області.
У період 1955-1963 років окремо існував Казанський район з центром у селі Казанка.

## Склад
До складу району входять 14 сільських округів:
| Поселення                         | Площа, км² | Населення, осіб (1989) | Населення, осіб (1999) | Населення, осіб (2009) | Населення, осіб (2021) | Центр          | Населені пункти |
| --------------------------------- | ---------- | ---------------------- | ---------------------- | ---------------------- | ---------------------- | -------------- | --------------- |
| Антоновський сільський округ      | -          | 5008                   | 4134                   | 2872                   | 2094                   | Антоновка      | 7               |
| Арикбалицький сільський округ     | -          | 8140                   | 6530                   | 4622                   | 3065                   | Арикбалик      | 6               |
| Володарський сільський округ      | -          | 24231                  | 13728                  | 13435                  | 13891                  | Саумалколь     | 7               |
| Гусаковський сільський округ      | -          | 3376                   | 2866                   | 1806                   | 1199                   | Гусаковка      | 4               |
| Єлецький сільський округ          | -          | 1248                   | 1048                   | 722                    | 524                    | Єлецьке        | 4               |
| Імантауський сільський округ      | -          | 4826                   | 3666                   | 2831                   | 2094                   | Імантау        | 2               |
| Казанський сільський округ        | -          | 4028                   | 3407                   | 2231                   | 1487                   | Казанка        | 7               |
| Камсактинський сільський округ    | -          | 4375                   | 3086                   | 2368                   | 1341                   | Карасевка      | 6               |
| Каратальський сільський округ     | -          | 1886                   | 1621                   | 1070                   | 584                    | Каратал        | 5               |
| Константиновський сільський округ | 706,83     | 4464                   | 3886                   | 2677                   | 1810                   | Константиновка | 6               |
| Лобановський сільський округ      | -          | 3981                   | 3126                   | 2740                   | 1831                   | Лобаново       | 4               |
| Нижньобурлуцький сільський округ  | 523,00     | 1983                   | 1625                   | 1505                   | 717                    | Нижній Бурлук  | 2               |
| Сиримбетський сільський округ     | -          | 4456                   | 3412                   | 2415                   | 1280                   | Сиримбет       | 8               |
| Український сільський округ       | -          | 3861                   | 3404                   | 2835                   | 1651                   | Кирилловка     | 8               |

## Найбільші населені пункти
Населені пункти з чисельністю населення понад 1000 осіб:
| № | Населений пункт | Населення, осіб (1989) | Населення, осіб (1999) | Населення, осіб (2009) | Населення, осіб (2021) |
| - | --------------- | ---------------------- | ---------------------- | ---------------------- | ---------------------- |
| 1 | Саумалколь      | 18134                  | 12893                  | 10796                  | 11898                  |
| 2 | Арикбалик       | 5480                   | 4010                   | 2851                   | 2050                   |
| 3 | Імантау         | 4008                   | 3101                   | 2459                   | 1877                   |
| 4 | Лобаново        | 2148                   | 1439                   | 1483                   | 1056                   |
| 5 | Антоновка       | 1863                   | 1591                   | 1310                   | 1044                   |

## Транспорт
Дороги районного значення:
| Індекс    | Назва                                                                                 | Довжина, км |
| --------- | ------------------------------------------------------------------------------------- | ----------- |
| КТ-АІ-1   | Айиртау — санаторій Шалкар-Су                                                         | 6           |
| КТ-АІ-2   | під'їзд до села Сулуколь                                                              | 13          |
| КТ-АІ-4   | під'їзд до села Єлецьке                                                               | 2           |
| КТ-АІ-5   | під'їзд до села Аксьоновка                                                            | 10          |
| КТ-АІ-6   | під'їзд до села Красногорка                                                           | 2           |
| КТ-АІ-7   | під'їзд до села Бурлик                                                                | 7           |
| КТ-АІ-9   | під'їзд до села Агинтай-батира                                                        | 6           |
| КТ-АІ-10  | під'їзд до села Новосвітловка                                                         | 2           |
| КТ-АІ-11  | під'їзд до села Ботай                                                                 | 5           |
| КТ-АІ-12  | під'їзд до села Шукирлик                                                              | 2           |
| КТ-АІ-13  | під'їзд до села Прекрасне                                                             | 2           |
| КТ-АІ-14  | Косколь — Шукирлик                                                                    | 9           |
| КТ-АІ-16  | під'їзд до села Галіцино                                                              | 3           |
| КТ-АІ-17  | під'їзд до села Акан-Сере                                                             | 5           |
| КТ-АІ-18  | Айиртау — Шоккарагай — Сарибулак                                                      | 22          |
| КТ-АІ-19  | під'їзд до села Шолакозек                                                             | 7           |
| КТ-АІ-20  | Єлецьке — Колесниковка                                                                | 4           |
| КТ-АІ-21  | Камсакти — Бірлестік                                                                  | 10          |
| КТ-АІ-22  | під'їзд до села Сиримбет                                                              | 2           |
| КТ-АІ-23  | під'їзд до села Баян                                                                  | 8           |
| КТ-АІ-25  | під'їзд до села Акшоки                                                                | 8           |
| КТ-АІ-26  | під'їзд до села Красново                                                              | 6           |
| КТ-АІ-28  | під'їзд до села Верхній бурлук                                                        | 9           |
| КТ-АІ-29  | під'їзд до села Альжан                                                                | 7           |
| КТ-АІ-65  | Саумалколь — Сиримбет — Каракамис — Світле                                            | 76          |
| КТ-АІ-67  | Лавровка — Каракамис                                                                  | 28          |
| КТ-АІ-73  | Арикбалик — Нижній Бурлук — Приозерне                                                 | 39          |
| КТ-АІ-74  | Константиновка — Аканбурлик                                                           | 36          |
| КТ-АІ-75  | Арикбалик — Карасай-батира — Орловка                                                  | 28          |
| КТ-АІ-76  | Гусаковка — Береславка                                                                | 29          |
| КТ-АІ-77  | Нижній Бурлук — Куспек                                                                | 13          |
| КТ-АІ-79  | Каменний Брод — Казанка — Всеволодовка                                                | 47          |
| КТ-АІ-80  | Саумалколь — Новоукраїнка — Каратал — Казанка                                         | 47          |
| КТ-АІ-82  | Каменний Брод — Петропавловка — Карловка                                              | 28          |
| КТ-АІ-83  | під'їзд до селища Уголки                                                              | 3           |
| КТ-АІ-84  | КТ-АІ-1 — дитячий табір Сокол                                                         | 2           |
| КТ-АІ-85  | Імантау — база відпочинку Аршали — дитячий табір Карлигаш — база відпочинку Боровушка | 4           |
| КТ-АІ-87  | під'їзд до бази відпочинку Солнечне                                                   | 11          |
| КТ-АІ-88  | під'їзд до села Нікольське                                                            | 2           |
| КТ-АІ-89  | Антоновка — Шалкар                                                                    | 18          |
| КТ-АІ-90  | Шалкар — КПП національного парку Кокшетау                                             | 3           |
| КТ-АІ-91  | Нікольське — музей-заповідник Ботай                                                   | 2           |
| КТ-АІ-92  | Айганим — Сиримбетський музей                                                         | 4           |
| КТ-АІ-93  | під'їзд до санаторія матері й дитини                                                  | 3           |
| КТ-АІ-94  | КТ-АІ-87 — оглядовий майданчик                                                        | 3           |
| КТ-АІ-95  | КТ-65 — озеро Імантау                                                                 | 5           |
| КТ-АІ-96  | КСТ-62 — Імантау — промисловий комбінат                                               | 2           |
| КТ-АІ-97  | Імантау — озеро Імантау                                                               | 1           |
| КТ-АІ-98  | КТ-АІ-65 — Айганим                                                                    | 2           |
| КТ-АІ-99  | під'їзд до села Орлиногор                                                             | 3           |
| КТ-АІ-100 | під'їзд до бази відпочинку Арман                                                      | 2           |
| КТ-АІ-101 | під'їзд до бази відпочинку Турпан                                                     | 2           |
| КТ-АІ-102 | КПП № 2 національного парку Кокшетау — санаторій матері й дитини                      | 6           |
| КТ-АІ-103 | під'їзд до оздоровчого центру Олімпієць                                               | 3           |
| КТ-АІ-104 | під'їзд до бази відпочинку Бастау                                                     | 1           |
| КТ-АІ-105 | під'їзд до бази відпочинку Чорна Лагуна                                               | 1           |
| КТ-АІ-106 | під'їзд до бази відпочинку Горняк                                                     | 1           |
| КТ-АІ-107 | під'їзд до оздоровчого центру Зоря                                                    | 3           |
| КСТ-АІ-61 | Лобаново — Зеренда                                                                    | 22          |